# Иг (град)
Иг (словен. Ig) је град и управно средиште истоимене општине Иг, која припада Средњесловенска регија у Републици Словенији. 
Насеље се налази на јужном рубу Љубљанског барја (1095 ст. 1981) на шљунковитом и деломично кршки кречњачком тлу. Најстарије доказано насеље налазило се у мочварном крају северно од Ига, у некадашњем језерским плићацима. Ту су била сојеничка насеља (откривенио их је 9) датирају у старије (Ресник) и млађе бакарно доба (Дежманове сојенице између Ижанске цесте и Ижице), и рано бронзано доба (Мало Мостишче).
Анонимни римски vicus (село) лоциран је у стру језгру Ига поред жупне цркве. Некрополе су откривене уз пут према Голом, Подпечи и Церкници. Очувани су многи римски надгробни споменици са натписима у којима су важна домаћа лична имена налазе се у љубљанском Народном музеју и лапидарију у Ишкој васи.
По попису становништва из 2011. године, насеље Иг имало је 2.262 становника.